# Tomaj
Tomaj és un poble del municipi de Sežana.
Tomaj és un poble situat a la part central de l'altiplà càrstic al vessant sud del turó Tabor al costat de la carretera Sežana - Nova Gorica. Hi ha diverses coves càrstiques a la zona (Jama v Logu, Šončeva jama, Temnica, Zagriže). El sòl vermell típic (terra rosa) és especialment adequat per a les vinyes de refošk, que aquí creixen perfectament. Fins al 80% de totes les terres cultivables tenen vinya. L’agricultura i la ramaderia són autosuficients i la població ha anat creixent en les darreres dècades.

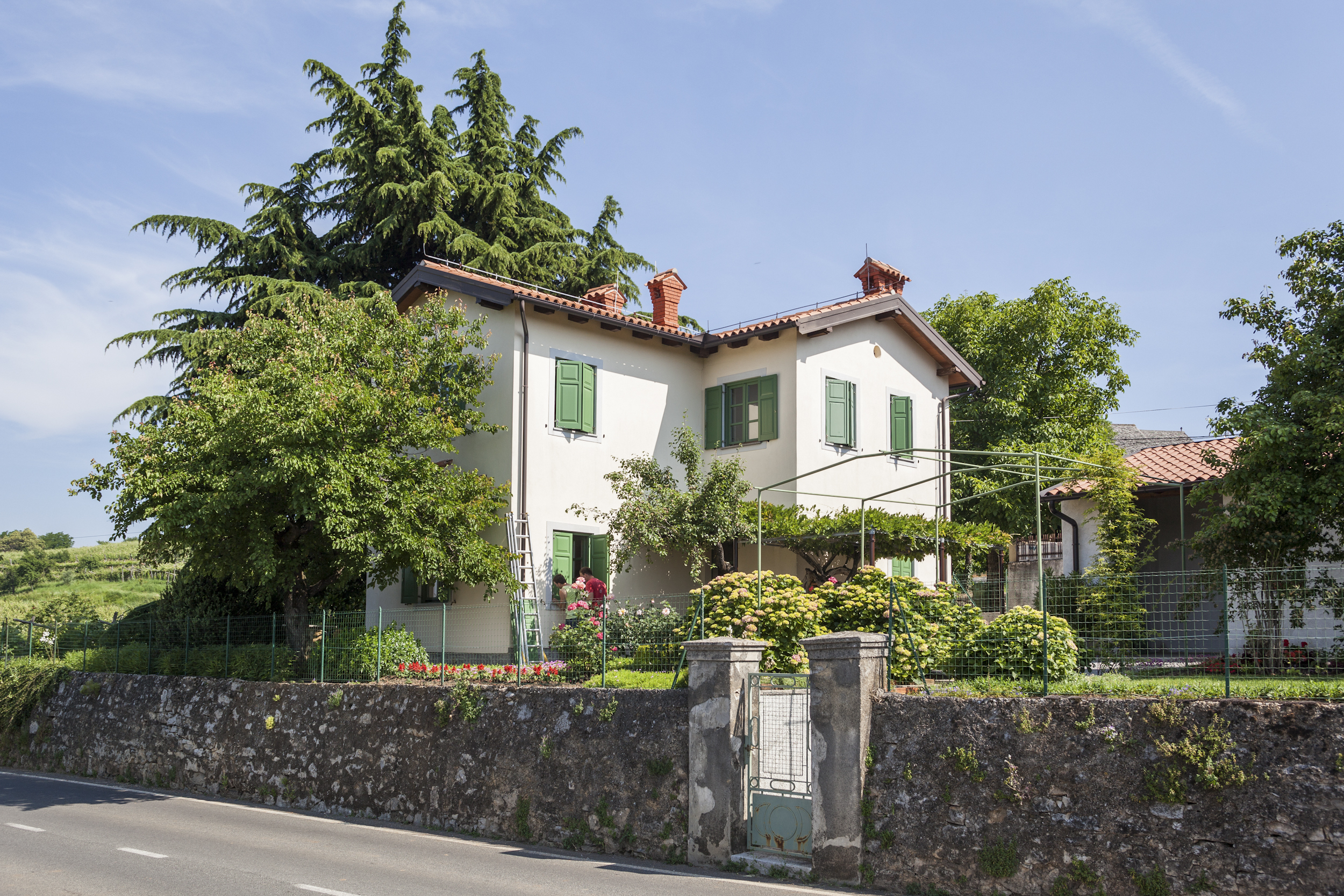
Masia de Kosovel
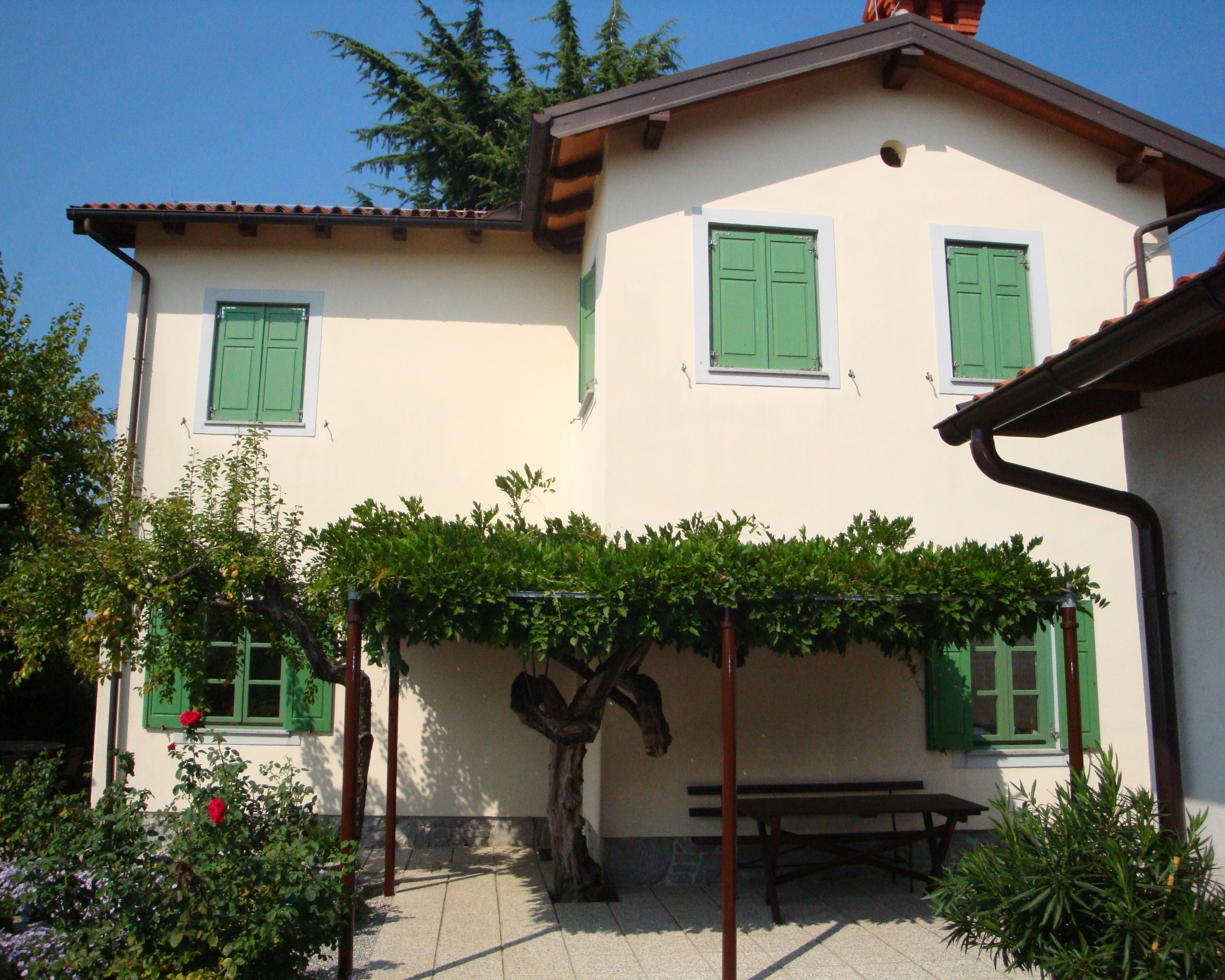
Masia de Kosovel
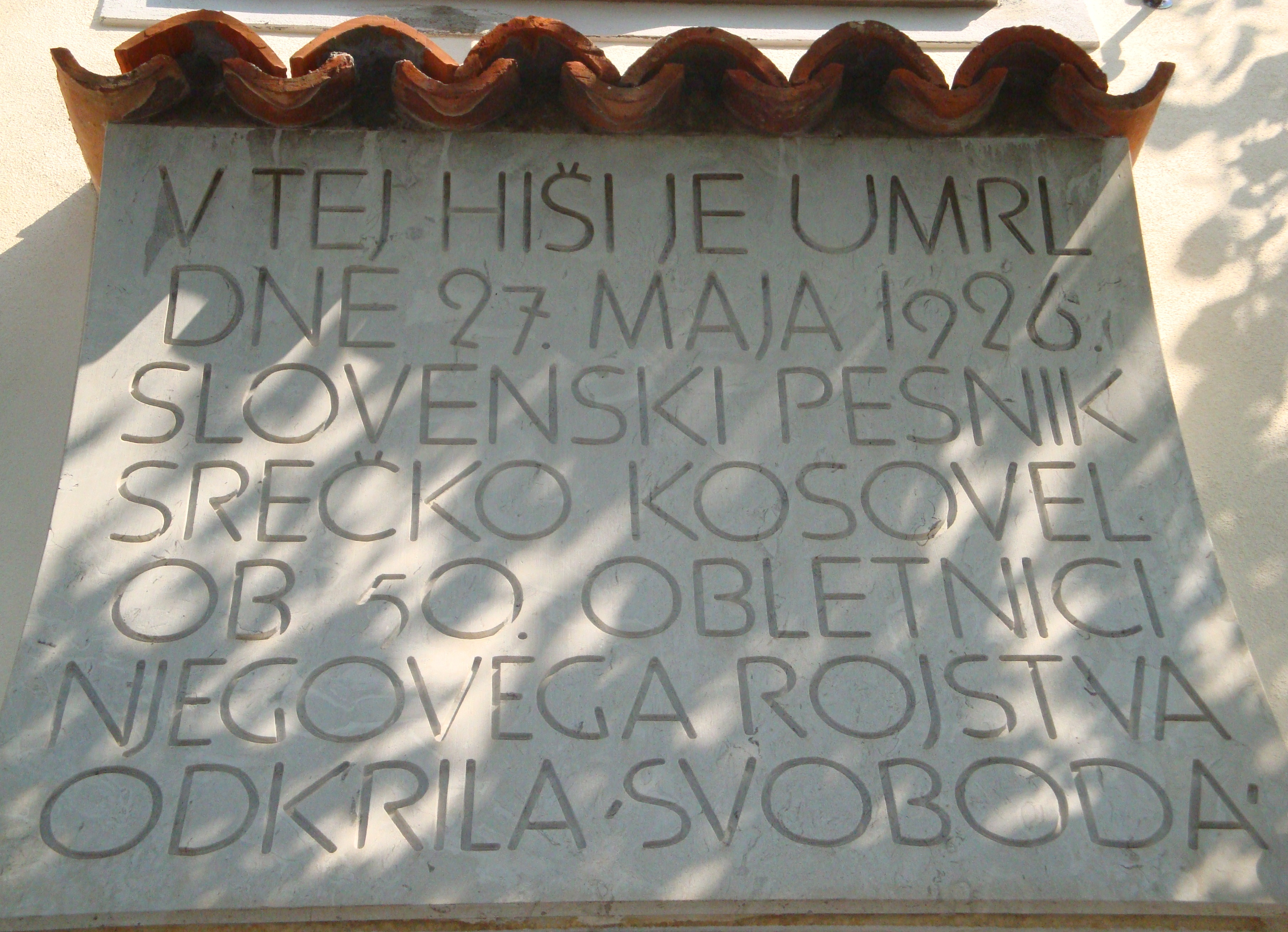
Placa commemorativa
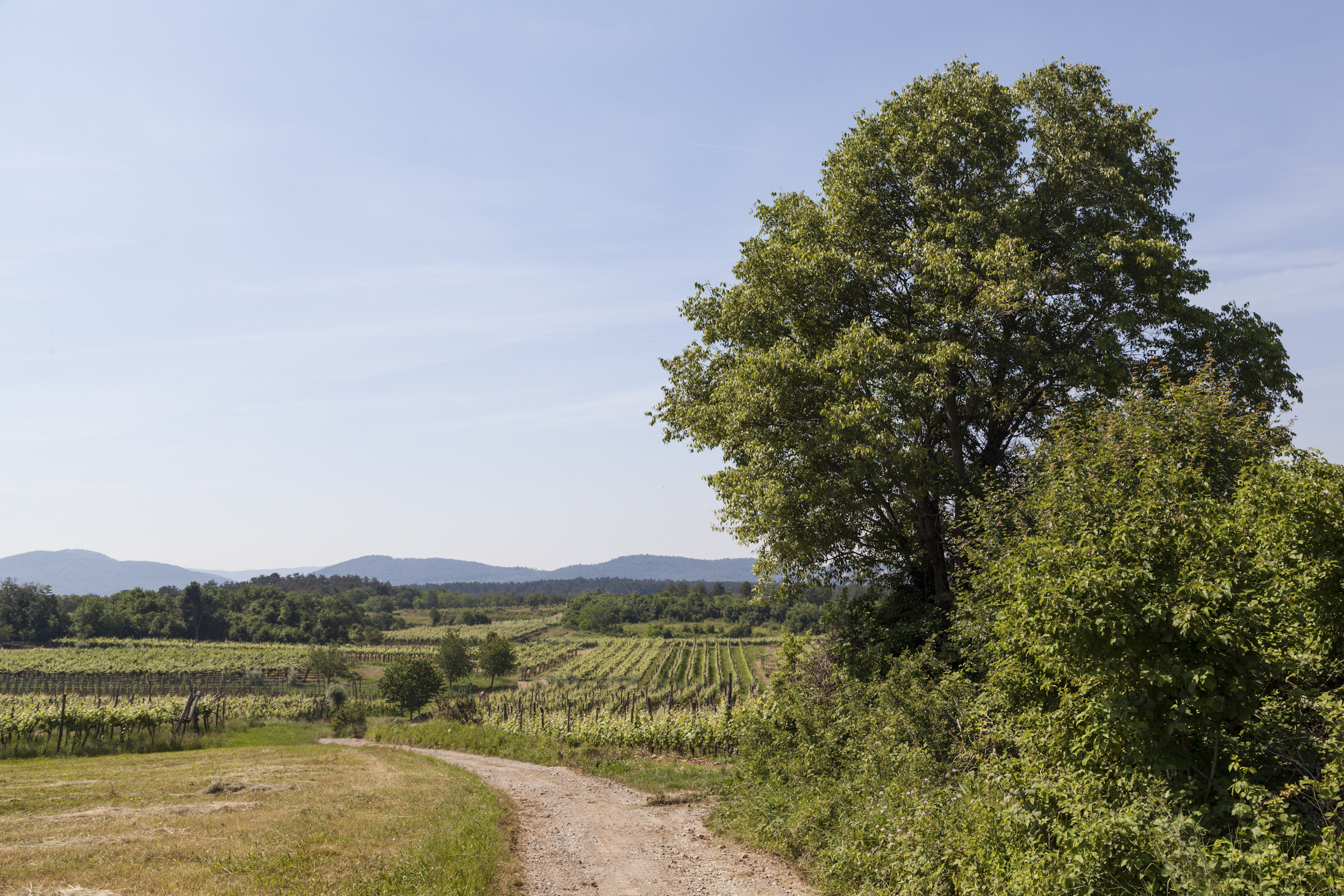
Camí de Kosovel de Sežana a Tomaj